# Côm bộng
Côm bộng hay côm lá thon, côm lá đào (danh pháp hai phần: Elaeocarpus lanceifolius) là loài thực vật thuộc chi Côm (Elaeocarpus) có mặt ở Đông Nam Á.
Côm bộng chứa hợp chất Mearnsetin (là một flavonol đã O-methyl hóa).